# NGC 3130
NGC 3130 је лентикуларна галаксија у сазвежђу Лав која се налази на NGC листи објеката дубоког неба.
Деклинација објекта је + 9° 58' 36" а ректасцензија 10h 8m 12,3s. Привидна величина (магнитуда) објекта NGC 3130 износи 13,4 а фотографска магнитуда 14,3. NGC 3130 је још познат и под ознакама UGC 5468, MCG 2-26-26, CGCG 64-72, near 31 Leo, PGC 29475.